# Mathematische Annalen
Mathematische Annalen (abreviadament Math. Ann. o, antigament, Math. Annal.; Codi ISSN 0025-5831) és una revista científica alemanya de Matemàtiques fundada l'any 1868 per Alfred Clebsch i Carl Neumann. Entre els seus editors posteriors es poden comptar: Felix Klein, David Hilbert, Otto Blumenthal, Erich Hecke, Heinrich Behnke, Hans Grauert, Jean-Pierre Bourguignon i altres destacats matemàtics.
Els volums 1–80 (1869–1919) van ser publicats per Teubner Verlag. Des de 1920 (Volum 81), la revista ha estat publicada per Springer Science+Business Media.